# Julia Channel
Julia Pinel (París, 3 de novembre de 1973), més coneguda com a Lydia Chanel o Julia Channel, és una model, exactriu pornogràfica i cantant de hip-hop francesa.

## Biografia
Va néixer a París (França), filla d'un pare malià i mare francesa, es va criar en el departament Sena Saint-Denis. Va estudiar italià en la Sorbona. Va començar com a model posant per a la marca de vestits de bany Uncle Sam, així com en les revistes Playboy, NewLook o Penthouse. Va ser descoberta per Nils Molitor, un realitzador de pel·lícules porno a la primerenca edat de 18 anys. Va treballar a Itàlia, França i Alemanya i, a mitjan 1993, va viatjar als Estats Units per a participar en algunes produccions del cinema X nord-americà. A Amèrica es va donar a conèixer amb el pseudònim de Lydia Chanel, però els seus esforços per obrir-se pas en el difícil món del porno USA no van obtenir més que la recompensa d'alguns papers secundaris en pel·lícules de baixa qualitat. Va treballar en l'altíssima xifra de 120 pel·lícules en tan sols 5 anys amb els realitzadors més importants d'aquest gènere; l'estatunidenc Andrew Blake, l'italià Mario Salieri o el francès Marc Dorcel. També va participar en el conegut videoclip censurat de la cançó Cours vite del grup Silmaris al costat d'altres estrelles del porno com Draghixa i Zabou en 1995.
Malgrat una proposició d'or de l'estudi estatunidenc Vivid Entertainment Group, Julia es retira del món porno en 1996 impactada per un reportatge sobre la sida i inquietada per la seva pròpia salut ja que en aquesta època no era habitual durant els rodatges l'ús del preservatiu.
En retirar-se va continuar participant en el món del cinema però fora del porno. En 1994 va rodar al costat de Jean Reno Frères, poc després va rodar la pel·lícula Les truffes el 1995, Coup de Vice el 1996 al costat de Samy Naceri i Recto / Verso el 1999 al costat de Smaïn. Va participar en una trentena de pel·lícules eròtiques retransmeses per la cadena de televisió francesa M6.
També va participar en altres programes de televisió com per a Canal+ Sans queue ni tête (Sense cua ni cap) l'any 1999. El programa va gaudir d'un gran èxit i es va animar a crear el seu propi lloc web, amb el qual va aconseguir acostar-se més als seus seguidors.
El 2001 es va fer càrrec com a presentadora del programa Channel Hip hop de la cadena MCM francesa.
El 2008 va publicar la seva autobiografia L'enfer vu du ciel (éditions Blanches).
El 2010 va crear el seu web de trtobades en línia Mecacroquer.
És imatge de la marca de roba Homecore al costat de Joey Starr, també apareix en nombrosos videoclips de música i poc abans del 2000 es va iniciar com a cantant en el món de la música, apareixent en diversos vídeos musicals de hip-hop, incloent els seus propis des de 1998 a càrrec del segell discogràfic BeeCool amb el seu primer disc titulat Colours, en el qual inclou el senzill All I want.
Després de la mort de Jerome Marron, creador del segell discogràfic BeeCool, Julia va crear el seu propi segell anomenat Black Sheep Records i en 2012 va llançar el seu últim single titulat Forever in a Day, comptant amb la col·laboració de Big Ali, Wade Varren, William Harris i Willy LeMarvin i amb mescles de Vernon Mungo. En el videoclip d'este single hi surt el futbolista ivorià Didier Drogba.

## Cita
| « | He tingut la sort d'estar en l'època d'or del cinema porno, totes les grans estrelles són d'aquest període, Tabatha Cash, Zara Whites, Beatrice Valle i actrius estatunidenques com Janine, Raquel Darrian, Terry Weigel i penso que tot el que s'ha fet després, no val per res. Abans les actrius es convertien en estrelles perquè rodaven molt, avui dia les revistes inventen les seves pròpies estrelles encara que acabin de començar i ja se les hi etiqueta de pornostar, això no vol dir res. | » |

## Filmografia selectiva
- Rêves de cuir (1991), Francis Leroi.
- La Baise dans le monde (1992), Pierre B. Reinhard.
- La Vénus bleue (1993), Michel Ricaud
- Rêves de cuir 2 (1993), Francis Leroi
- Adolescenza perversa (1993), Mario Salieri
- Marco Polo (1994), Joe D'Amato
- Carol Lynn Bizarre - Die Prüfung (1994), Harry S. Morgan.
- Le parfum de Mathilde (1994), Marc Dorcel
- Tout le monde dit oui (1994), Sandrine Vincenot
- La lunga notte della paura (1994), Mario Salieri
- Eros et Thanatos (1995), Mario Salieri
- Les Truffes (1995), Bernard Nauer.
- Coup de vice (1996), Patrick Levy.
- Désirs noirs - Belle comme le diable (1997), Patrice Gautier.
- Enquête d'échanges (1998), David Gilbert.
- Recto-verso (1999), Jean-Marc Longval.
- Gentleman détective (1999), Bruno Troisiho.
- Désirs sur toile (2000), Marc Riva.
- Stupri di guerra (2002), Nicky Ranieri.

## Discografia
Àlbums
- Colors (Black Sheep Records, 2013)[14]

Senzills
- All I Want (2010)
- Forever In A Day (2012)
- Never Let Me Down (2013)

## Guardons
- 1998 : Hot d'Or d'honor.[15]